# Involución (biología)
La involución, devolución, desevolución o evolución hacia atrás es la noción de que las especies pueden volver a formas supuestamente más primitivas con el tiempo. El concepto se relaciona con la idea de que la evolución tiene un propósito (teleología) y es progresiva (ortogénesis), por ejemplo: que los pies pueden ser mejores que las pezuñas o los pulmones que las branquias. Sin embargo, la biología evolutiva no hace tales suposiciones, y la selección natural da forma a las adaptaciones sin ningún tipo de conocimiento previo. Es posible que pequeños cambios (como en la frecuencia de un solo gen) se inviertan por casualidad o por selección, pero esto no es contrario al curso normal de la evolución.
En el siglo XIX, cuando la creencia en la ortogénesis estaba muy extendida, los zoólogos (como Ray Lankester y Anton Dohrn) y los paleontólogos Alpheus Hyatt y Carl H. Eigenmann defendían la idea de la involución. El concepto aparece en la novela Galápagos de Kurt Vonnegut de 1985, que retrata una sociedad que ha evolucionado hacia atrás hasta tener cerebros pequeños.
La ley de irreversibilidad de Dollo, enunciada por primera vez en 1893 por el paleontólogo Louis Dollo, niega la posibilidad de involución. El biólogo evolutivo Richard Dawkins explica la ley de Dollo como una simple declaración sobre la improbabilidad de que la evolución siga precisamente el mismo camino dos veces.

## Contexto

La teoría de la evolución de Lamarck implicaba una fuerza complejificadora que impulsa progresivamente los patrones corporales de los animales hacia niveles más altos, creando una escala de phyla, así como una fuerza adaptativa que hace que los animales con un determinado patrón corporal se adapten a las circunstancias. La idea de progreso en tales teorías permite la idea opuesta de decadencia vista en la involución.

La idea de la involución se basa en la presunción de ortogénesis, la idea de que la evolución tiene una dirección intencionada hacia una complejidad creciente. La teoría evolutiva moderna, comenzando por lo menos con Darwin, no plantea tal presunción y el concepto de cambio evolutivo es independiente de cualquier aumento en la complejidad de los organismos que comparten un acervo genético, o cualquier disminución, como en la vestigialidad o en la pérdida de genes. Las ideas anteriores de que las especies están sometidas a «decadencia cultural», «impulsos a la perfección» o «involución» prácticamente no tienen sentido en términos de la actual teoría (neo)darwiniana. Las primeras teorías científicas sobre la transmutación de las especies, como el lamarckismo, percibían la diversidad de las especies como resultado de un impulso interno intencionado o de la tendencia a formar adaptaciones mejoradas al medio ambiente. Por el contrario, la evolución darwiniana y su elaboración a la luz de los posteriores avances en la investigación biológica, han demostrado que la adaptación por medio de la selección natural se produce cuando determinados atributos hereditarios de una población dan una mayor posibilidad de reproducción exitosa en el entorno reinante que los atributos rivales. Por el mismo proceso los atributos menos ventajosos son menos «exitosos»; disminuyen en frecuencia o se pierden completamente. Desde la época de Darwin se ha demostrado cómo estos cambios en las frecuencias de los atributos ocurren de acuerdo con los mecanismos de la genética y las leyes de la herencia originalmente investigadas por Gregor Mendel. Combinados con las ideas originales de Darwin, los avances genéticos condujeron a lo que se ha llamado la síntesis evolutiva moderna o el neodarwinismo del siglo XX. En estos términos, la adaptación evolutiva puede ocurrir más obviamente a través de la selección natural de determinados alelos. Tales alelos pueden estar establecidos desde hace mucho tiempo, o pueden ser nuevas mutaciones. La selección también puede surgir de cambios epigenéticos más complejos u otros cambios cromosómicos, pero el requisito fundamental es que cualquier efecto de adaptación debe ser hereditario.
El concepto de involución, por otra parte, requiere que haya una jerarquía preferente de estructura y función, y que la evolución signifique «progreso» hacia organismos «más avanzados». Por ejemplo, podría decirse que «los pies son mejores que las pezuñas» o que «los pulmones son mejores que las branquias», por lo que su desarrollo es «evolutivo», mientras que el cambio a una estructura inferior o «menos avanzada» se llamaría «involución». En realidad, un biólogo evolutivo define como evolución todos los cambios hereditarios en las frecuencias relativas de los genes o, de hecho, en los estados epigenéticos del fondo genético. Todos los cambios del fondo genético que conducen a una mayor aptitud en términos de aspectos apropiados de la reproducción se consideran adaptación (neo)darwiniana porque, para los organismos que poseen las estructuras cambiadas, cada una es una adaptación útil a sus circunstancias. Por ejemplo, los cascos tienen ventajas para correr rápidamente en las llanuras, lo que beneficia a los caballos, y los pies ofrecen ventajas para trepar a los árboles, lo que hacían algunos antepasados de los humanos.
El concepto de involución como retroceso del progreso se relaciona con las antiguas ideas de que o bien la vida llegó a existir a través de una creación especial o que los humanos son el producto o el objetivo final de la evolución. Esta última creencia está relacionada con el antropocentrismo, la idea de que la existencia humana es el punto de toda la existencia universal. Tal pensamiento puede llevar a la idea de que las especies evolucionan porque «necesitan» adaptarse a los cambios ambientales. Los biólogos se refieren a esta idea errónea como teleología, la idea de la finalidad intrínseca de que las cosas «se supone» que son y se comportan de cierta manera, y naturalmente tienden a actuar de esa manera para buscar su propio bien. Desde el punto de vista biológico, en cambio, si las especies evolucionan no es una reacción a la necesidad, sino que la población contiene variaciones con rasgos que favorecen su selección natural. Esta opinión se ve respaldada por el registro fósil que demuestra que aproximadamente el noventa y nueve por ciento de todas las especies que han vivido alguna vez están ahora extintas.
Las personas que piensan en términos de involución suelen suponer que el progreso se demuestra por el aumento de la complejidad, pero los biólogos que estudian la evolución de la complejidad encuentran pruebas de muchos ejemplos de disminución de la complejidad en el registro de la evolución. La mandíbula inferior de los peces, reptiles y mamíferos ha visto una disminución de la complejidad, si se mide por el número de huesos. Los antepasados de los caballos modernos tenían varios dedos en cada pie; los caballos modernos tienen un solo dedo con una sola huella. Los humanos modernos pueden estar evolucionando hacia no tener nunca muelas del juicio, y ya han perdido la mayor parte de la cola que se encuentra en muchos otros mamíferos, sin mencionar otras estructuras vestigiales, como el apéndice vermiforme o la membrana nictitante. En algunos casos, el nivel de organización de los seres vivos también puede «desplazarse» hacia abajo (por ejemplo, la pérdida de la multicelularidad en algunos grupos de protistas y hongos).
Una versión más racional del concepto de involución, una versión que no incluye conceptos de organismos «primitivos» o «avanzados», se basa en la observación de que si se invierten con precisión ciertos cambios genéticos en una combinación particular (a veces también en una secuencia particular), se debería obtener una inversión precisa del proceso evolutivo, produciendo un atavismo o «retroceso», ya sea más o menos complejo que el de los antepasados donde comenzó el proceso. En un nivel elemental, en el que solo intervienen una o unas pocas mutaciones, la presión de selección en una dirección puede tener un efecto, que puede ser invertido por nuevos patrones de selección cuando las condiciones cambian. Esto podría considerarse como una evolución inversa, aunque el concepto no tiene mucho interés porque no difiere de ninguna manera funcional o efectiva de cualquier otra adaptación a las presiones de selección. Sin embargo, a medida que aumenta el número de cambios genéticos, un efecto combinatorio es que se hace cada vez más improbable que se pueda invertir con precisión el curso completo de la adaptación. Además, si una de las adaptaciones originales implicaba la pérdida completa de un gen, se puede descartar cualquier probabilidad de reversión. Por consiguiente, se podría esperar una inversión de los cambios de color de la mariposa de los abedules, pero no una inversión de la pérdida de miembros en las serpientes.

## Historia

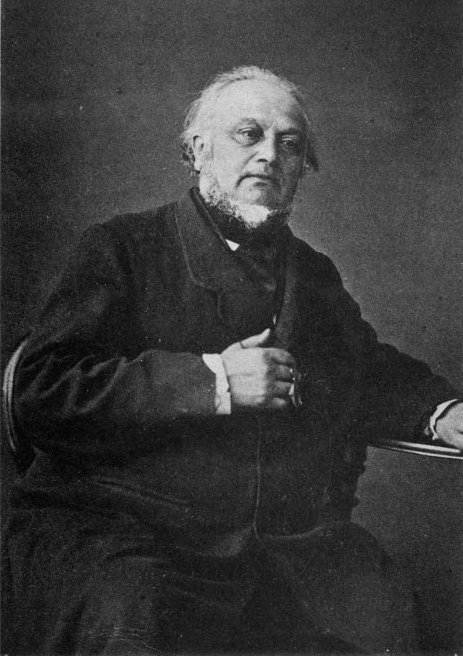
Bénédict Morel (1809-1873) sugirió un vínculo entre el medio ambiente y la degeneración social.

El concepto de evolución degenerativa fue utilizado por los científicos en el siglo XIX, en esta época la mayoría de los biólogos creía que la evolución tenía algún tipo de dirección.
En 1857 el médico Bénédict Morel, influenciado por el lamarckismo, afirmó que los factores ambientales como el consumo de drogas o alcohol producirían una degeneración social en la descendencia de esos individuos y revertirían a esa descendencia a un estado primitivo. Morel, un católico devoto, había creído que la humanidad había comenzado en la perfección, contrastando la humanidad moderna con el pasado, Morel afirmaba que había habido «desviación mórbida de un tipo original». Su teoría de la involución fue defendida más tarde por algunos biólogos.
Según Roger Luckhurst:

Darwin tranquilizó a los lectores de que la evolución era progresiva, y dirigida hacia la perfectibilidad humana. La siguiente generación de biólogos era menos confiada o consoladora. Usando la teoría de Darwin, y muchos relatos biológicos rivales de desarrollo que circulaban entonces, los científicos sospechaban que era igual de posible involucionar, retroceder en la escala evolutiva a estados previos de desarrollo.

Uno de los primeros biólogos en sugerir la involución fue Ray Lankester, exploró la posibilidad de que la evolución por selección natural pudiera en algunos casos llevar a la involución, un ejemplo que estudió fueron las regresiones en el ciclo de vida de los ascidiáceos. Lankester discutió la idea de la involución en su libro Degeneración: Un capítulo en el darwinismo (1880). Fue un crítico de la evolución progresiva, señalando que en el pasado existían formas superiores que desde entonces han degenerado en formas más simples. Lankester sostenía que «si era posible evolucionar, también era posible involucionar, y que los organismos complejos podían evolucionar hacia formas más simples o animales».
Anton Dohrn también desarrolló una teoría de la evolución degenerativa basada en sus estudios de los vertebrados. Según Dohrn, muchos cordados se degeneran debido a sus condiciones ambientales. Dohrn afirmó que los ciclóstomos como las lampreas son peces degenerados ya que no hay pruebas de que su estado sin mandíbula sea una característica ancestral, sino que es el producto de la adaptación ambiental debido al parasitismo. Según Dohrn, si los ciclóstomos evolucionaran más, se parecerían a algo como un amfioxiforme.
El historiador de la biología Peter J. Bowler ha escrito que la involución fue tomada en serio por los partidarios de la ortogénesis y otros a finales del siglo XIX que en este período de tiempo creían firmemente que había una dirección en la evolución. La ortogénesis era la creencia de que la evolución viaja en tendencias y niveles dirigidos internamente. El paleontólogo Alpheus Hyatt discutió la involución en su trabajo, usando el concepto de «senilidad racial» como mecanismo de involución. Bowler define la senilidad racial como «un retroceso evolutivo a un estado parecido al que comenzó».
Hyatt, que estudió los fósiles de invertebrados, creía que hasta cierto punto los amonites se desarrollaban por etapas regulares hasta un nivel específico, pero que más tarde, debido a condiciones desfavorables, descenderían de nuevo a un nivel anterior, esto según Hyatt era una forma de lamarckismo ya que la degeneración era una respuesta directa a factores externos. Para Hyatt después del nivel de degeneración la especie se extinguiría entonces, según Hyatt había una «fase de juventud, una fase de madurez, una fase de senilidad o degeneración que presagiaba la extinción de un tipo». Para Hyatt la involución estaba predeterminada por factores internos que los organismos no pueden controlar ni revertir. Esta idea de que todas las ramas evolutivas se queden sin energía y degeneren en la extinción era una visión pesimista de la evolución y era impopular entre muchos científicos de la época.
Carl H. Eigenmann, un ictiólogo, escribió Los vertebrados de las cuevas de América: un estudio sobre la evolución degenerativa (1909) en el que concluyó que la evolución en las cuevas era esencialmente degenerativa. El entomólogo William Morton Wheeler y el lamarckiano Ernest MacBride (1866-1940) también abogaron por la evolución degenerativa. Según Macbride los invertebrados eran en realidad vertebrados degenerados, su argumento se basaba en la idea de que «arrastrarse por el lecho marino era intrínsecamente menos estimulante que nadar en aguas abiertas».

## La ley de la irreversibilidad evolutiva
Se ha observado que las partes complejas del cuerpo evolucionan en un linaje a lo largo de muchas generaciones; una vez perdidas, es poco probable que vuelvan a re-evolucionar. Esta observación a menudo generalizada en hipótesis conocida como «ley de Dollo», que afirma que la evolución no es reversible. Esto no implica que no se puedan encontrar soluciones de ingeniería similares por selección natural: las colas de los cetáceos —ballenas, delfines y marsopas, que evolucionaron a partir de mamíferos que antes vivían en tierra— representan una adaptación de la columna vertebral para la propulsión en el agua. A diferencia de las colas del antepasado marino del mamífero, los sarcopterigios, y de los teleósteos, que se mueven de un lado a otro, la cola del cetáceo se mueve hacia arriba y hacia abajo mientras flexiona su columna vertebral mamífera: la función de la cola para proporcionar propulsión es notablemente similar.

## En la literatura y cultura popular
DC Comics Aquaman tiene una de las siete razas de Atlántida llamada Trinchera, similar al Grindylow del folklore Británico, Mitos de Cthulhu Profundo, Monstruos clásicos Gill-man, y Fallout de Mirelurk. Fueron retrocedidos para sobrevivir en los lugares más profundos y oscuros del fondo en fosa oceánica en las que se esconden — por lo que recibieron su nombre — y son fotofóbicos cuando están en contacto con la luz. También existe el villano Gorilla Grodd, del cual tiene una ideología en que la humanidad retroceda hasta sus antepasados los simios e que una raza de simios sintientes los sustituya  cómo la nueva especie dominante.

Los conjuntos de 2009 de LEGO Bionicle incluyen Glatorian y Agori. Una de las seis tribus incluye tribu de arena , que los Glatorian y los Agori de esa tribu se regresados en bestias parecidas a escorpiones — los Vorox y los Zesk — por su creadores, Los Grandes Seres; que también son de la misma especie que Glatorian y Agori. 
La novela Galápagos de Kurt Vonnegut de 1985 está ambientada un millón de años en el futuro, donde los humanos han involucionado hasta tener cerebros mucho más pequeños.
La novela de 1963 de Pierre Boulle El planeta de los simios describir  a los humanos como seres primitivos parecidos a animales que los simios toman como especie dominante y formando sus propias sociedades; orangutanes son los políticos, gorilas son la seguridad y la policía, y chimpancés son los científicos, eruditos, inventores y exploradores.
Robert E. Howard, en  La Edad Hiboria , un ensayo sobre el universo en el que se han ambientado sus Conan el Bárbaro cuentos, declararon los Atlántida eventualmente se convirtió en "hombres-mono", y una vez también habían sido los pictos (distintos de los gente real; los suyos se inspiran en los Algonquinos Nativos Americanos).
H.P. Lovecraft de 1924 Las ratas de las paredes también describir  a humanos involucionados. 
La novela de 1726 de Jonathan Swift Los viajes de Gulliver contiene una historia sobre Yahoo, una especie de criatura humana regresó en un salvaje, animal como el estado de la sociedad en el que los Houyhnhnm — descendientes de caballos — son la especie dominante.